# Coupe de Russie de football 1992-1993
Navigation
Coupe de Russie 1993-1994
La Coupe de Russie 1992-1993 est la 1re édition de la Coupe de Russie depuis la dissolution de l'URSS.
Le Torpedo Moscou remporte la compétition face au CSKA Moscou et se qualifie pour le premier tour de la Coupe des coupes 1993-1994.
La compétition suivant un calendrier sur deux années, contrairement à celui des championnats russes qui s'inscrit sur une seule année, celle-ci se trouve de fait à cheval entre deux saisons de championnat ; ainsi pour certaines équipes promues ou reléguées durant la saison 1992, la division indiquée peut varier d'un tour à l'autre.

## Seizièmes de finale
| Date           | Club                                | Score              | Club                          |
| -------------- | ----------------------------------- | ------------------ | ----------------------------- |
| 7 octobre 1992 | Arsenal Toula (D3)                  | 1 - 2              | (D1) Torpedo Moscou           |
| 7 octobre 1992 | Dynamo Moscou (D1)                  | 3 - 0              | (D2) Kamaz Naberejnye Tchelny |
| 7 octobre 1992 | Dinamo Stavropol (D1)               | 1 - 0              | (D4) Volgar Astrakhan         |
| 7 octobre 1992 | Droujba Maïkop (D2)                 | 0 - 0 ap 4 - 2 tab | (D1) Spartak Vladikavkaz      |
| 7 octobre 1992 | Lokomotiv Nijni Novgorod (D3)       | 2 - 0              | (D3) Neftekhimik Nijnekamsk   |
| 7 octobre 1992 | Okean Nakhodka (D1)                 | 1 - 0              | (D2) Metallourg Aldan         |
| 7 octobre 1992 | Rostselmach Rostov (D1)             | forfait            | (D3) Kavkazkabel Prokhladny   |
| 7 octobre 1992 | Svetotekhnika Saransk (D2)          | 2 - 1              | (D1) Asmaral Moscou           |
| 7 octobre 1992 | Smena-Saturn Saint-Pétersbourg (D2) | 1 - 2              | (D1) CSKA Moscou              |
| 7 octobre 1992 | Spartak-d Moscou (D3)               | 0 - 1              | (D1) Lokomotiv Moscou         |
| 7 octobre 1992 | Tekstilchtchik Ivanovo (D2)         | 1 - 2              | (D1) Chinnik Iaroslavl        |
| 7 octobre 1992 | Terek Grozny (D2)                   | forfait            | (D1) Spartak Moscou           |
| 7 octobre 1992 | Torpedo Voljski (D2)                | 2 - 2              | (D1) Rotor Volgograd          |
| 7 octobre 1992 | Torpedo Taganrog (D2)               | 0 - 1              | (D1) Tekstilchtchik Kamychine |
| 7 octobre 1992 | Ouralets Nijni Taguil (D2)          | 2 - 3 ap           | (D1) Ouralmach Iekaterinbourg |
| 7 octobre 1992 | Fakel Voronej (D1)                  | 4 - 1              | (D1) Zénith Saint-Pétersbourg |

## Huitièmes de finale
| Date             | Club                          | Score | Club                    |
| ---------------- | ----------------------------- | ----- | ----------------------- |
| 14 novembre 1992 | Droujba Maïkop (D2)           | 4 - 0 | (D1) Rostselmach Rostov |
| 14 novembre 1992 | Lokomotiv Moscou (D1)         | 1 - 2 | (D2) Torpedo Voljski    |
| 14 novembre 1992 | Lokomotiv Nijni Novgorod (D1) | 0 - 1 | (D1) Dynamo Moscou      |
| 14 novembre 1992 | Svetotekhnika Saransk (D2)    | 4 - 2 | (D1) Fakel Voronej      |
| 14 novembre 1992 | Tekstilchtchik Kamychine (D1) | 1 - 3 | (D1) Torpedo Moscou     |
| 14 novembre 1992 | Terek Grozny (D2)             | 0 - 1 | (D1) Dinamo Stavropol   |
| 14 novembre 1992 | Ouralmach Iekaterinbourg (D1) | 8 - 0 | (D1) Okean Nakhodka     |
| 14 novembre 1992 | CSKA Moscou (D1)              | 5 - 1 | (D1) Chinnik Iaroslavl  |

## Quarts de finale
| Date            | Club                  | Score              | Club                          |
| --------------- | --------------------- | ------------------ | ----------------------------- |
| 19 février 1993 | CSKA Moscou (D1)      | 3 - 0              | (D2) Svetotekhnika Saransk    |
| 16 mars 1993    | Dinamo Stavropol (D1) | 0 - 3              | (D2) Droujba Maïkop           |
| 16 mars 1993    | Dynamo Moscou (D1)    | 3 - 0              | (D1) Ouralmach Iekaterinbourg |
| 16 mars 1993    | Torpedo Moscou (D1)   | 0 - 0 ap 8 - 7 tab | (D2) Torpedo Voljski          |

## Demi-finales
| Date        | Club                | Score | Club                |
| ----------- | ------------------- | ----- | ------------------- |
| 27 mai 1993 | Torpedo Moscou (D1) | 1 - 0 | (D2) Droujba Maïkop |
| 27 mai 1993 | CSKA Moscou (D1)    | 1 - 0 | (D1) Dynamo Moscou  |

## Finale
| Titulaires :  |                        |      |
|               |                        |      |
|               | Aleksandr Podchivalov  |      |
|               | Guennadi Filimonov     |      |
|               | Maksim Tcheltsov       |      |
|               | Andreï Afanasiev       |      |
|               | Dmitri Oulianov        |      |
|               | Sergueï Choustikov     | 48e  |
|               | Maksim Poutiline       | 70e  |
|               | Alekseï Arefiev        |      |
|               | Nikolaï Savitchev      | 109e |
|               | Igor Tchougaïnov       |      |
|               | Dmitri Prokopenko      |      |
|               |                        |      |
| Remplaçants : |                        |      |
|               | Sergueï Tchoumatchenko | 48e  |
|               | Andreï Novgorodov      | 70e  |
|               | Ivan Paziomov          | 109e |
|               |                        |      |
| Entraîneur :  |                        |      |
| Iouri Mironov |                        |      |

| Titulaires :      |                     |      |
|                   |                     |      |
|                   | Ievgueni Plotnikov  |      |
|                   | Alekseï Gouchtchine | 101e |
|                   | Sergueï Kolotovkine |      |
|                   | Denis Machkarine    |      |
|                   | Oleg Malioukov      |      |
|                   | Sergei Mamchur      |      |
|                   | Vassili Ivanov      | 63e  |
|                   | Dmitri Karssakov    |      |
|                   | Iouri Antonovitch   |      |
|                   | Oleg Sergueïev      | 83e  |
|                   | Ilshat Faïzouline   |      |
|                   |                     |      |
| Remplaçants :     |                     |      |
|                   | Valeri Minko        | 63e  |
|                   | Yuriy Dudnyk        | 83e  |
|                   | Valeri Massalitine  | 101e |
|                   |                     |      |
| Entraîneur :      |                     |      |
| Guennadi Kostylev |                     |      |

| Titulaires :  |                        |      |
|               |                        |      |
|               | Aleksandr Podchivalov  |      |
|               | Guennadi Filimonov     |      |
|               | Maksim Tcheltsov       |      |
|               | Andreï Afanasiev       |      |
|               | Dmitri Oulianov        |      |
|               | Sergueï Choustikov     | 48e  |
|               | Maksim Poutiline       | 70e  |
|               | Alekseï Arefiev        |      |
|               | Nikolaï Savitchev      | 109e |
|               | Igor Tchougaïnov       |      |
|               | Dmitri Prokopenko      |      |
|               |                        |      |
| Remplaçants : |                        |      |
|               | Sergueï Tchoumatchenko | 48e  |
|               | Andreï Novgorodov      | 70e  |
|               | Ivan Paziomov          | 109e |
|               |                        |      |
| Entraîneur :  |                        |      |
| Iouri Mironov |                        |      |

| Titulaires :      |                     |      |
|                   |                     |      |
|                   | Ievgueni Plotnikov  |      |
|                   | Alekseï Gouchtchine | 101e |
|                   | Sergueï Kolotovkine |      |
|                   | Denis Machkarine    |      |
|                   | Oleg Malioukov      |      |
|                   | Sergei Mamchur      |      |
|                   | Vassili Ivanov      | 63e  |
|                   | Dmitri Karssakov    |      |
|                   | Iouri Antonovitch   |      |
|                   | Oleg Sergueïev      | 83e  |
|                   | Ilshat Faïzouline   |      |
|                   |                     |      |
| Remplaçants :     |                     |      |
|                   | Valeri Minko        | 63e  |
|                   | Yuriy Dudnyk        | 83e  |
|                   | Valeri Massalitine  | 101e |
|                   |                     |      |
| Entraîneur :      |                     |      |
| Guennadi Kostylev |                     |      |